# Theo de Rooij
Pour les articles homonymes, voir Theo.
 Theo de Rooij (né le 25 avril 1957 à Harmelen) est un coureur cycliste néerlandais des années 1980. Il a également occupé le poste de manager de l'équipe Rabobank entre 1996 et 2007

## Biographie
Professionnel de 1980 à 1990, il a notamment remporté le Tour d'Allemagne en 1982.
En mai 2012, il reconnait avoir pris conscience des « soins médicaux » sophistiqués au sein de l'équipe Rabobank qu'il dirigeait de 2003 à 2007. Le choix des produits dopants était essentiellement de la responsabilité des coureurs. Les médecins de l'équipe veillaient à ce que leur santé ne soit pas menacée. Il affirme que l'équipe n'a jamais encouragé ou payé le dopage.

## Palmarès

### Palmarès amateur
- 1975
  - 10e du championnat du monde sur route juniors
- 1978
  -  Champion du monde universitaire sur route
  - Tour de Slovaquie
  - Tour de Rhénanie-Palatinat
  - 3e du Tour de Drenthe
  - 3e du Trofee Jan van Erp
- 1979
  - Tour de Hollande-Septentrionale
  - 1re étape du Tour de RDA
  - 3e étape du Tour de Rhénanie-Palatinat
  - 2e du championnat des Pays-Bas sur route amateurs
  - 3e du Tour de Rhénanie-Palatinat
  - 3e du Tour de Drenthe

### Palmarès professionnel
- 1980
  - 2e étape du Tour de Romandie
  - Championnat des Flandres
  - 2e du Trophée Baracchi (avec Ludo Peeters)
  - 3e du championnat des Pays-Bas sur route
  - 4e du Tour de Lombardie
  - 10e du Tour de Suisse
- 1981
  - 2ea étape de la Semaine catalane
  - Grand Prix Union Dortmund
  - 2e du Tour d'Allemagne
  - 2e du Grand Prix Frans Verbeeck
  - 7e de Paris-Tours
- 1982
  - Trofeo Laigueglia
  - 6e étape du Tour de Suisse
  - Tour d'Allemagne :
    - Classement général
    - 5eb étape (contre-la-montre)

  - 2e de la Semaine catalane
  - 2e du Tour de Suisse
  - 7e de Tirreno-Adriatico
  - 10e de Paris-Tours
- 1983
  - Grand Prix Union Dortmund
  - Tour du Hainaut occidental
  - 3eb étape du Tour des Pays-Bas (contre-la-montre par équipes)
- 1984
  - 2e de la Flèche brabançonne 
  - 2e du Grand Prix Union Dortmund
  - 2e du Grote Prijs Dr. Eugeen Roggeman
  - 9e de l'Amstel Gold Race
- 1985
  - Prologue de la Semaine catalane
  - 1re étape du Tour de Norvège
  - 5eb étape du Tour des Pays-Bas (contre-la-montre par équipes)
  - 2e du Tour des Pays-Bas
  - 3e du Grand Prix de l'UC Bessèges
  - 10e de Tirreno-Adriatico
- 1986
  - 2e du Circuit des frontières
  - 3e de la Flèche brabançonne
- 1987
  - 3e du championnat des Pays-Bas sur route
  - 10e de l'Amstel Gold Race
- 1988
  - 2e étape du Tour de France (contre-la-montre par équipes)
- 1989
  - 2e étape du Tour de Luxembourg
  - 5e étape du Tour des Pays-Bas
  - 2e de À travers les Flandres
  - 7e du Grand Prix des Amériques

## Résultats sur les grands tours

### Tour de France
8 participations
- 1981 : 39e
- 1982 : 19e
- 1983 : 29e
- 1984 : 59e
- 1985 : 80e
- 1987 : 91e
- 1988 : abandon (18e étape), vainqueur de la 2e étape (contre-la-montre par équipes)
- 1989 : 125e

### Tour d'Italie
3 participations
- 1987 : 111e
- 1988 : 79e
- 1990 : 161e

### Tour d'Espagne
2 participations
- 1985 : 38e
- 1986 : 89e